# Várhegyi Ferenc
Várhegyi Ferenc (Budapest, 1963. február 1. –) újságíró, televíziós szakkommentátor, sportmenedzser.

## Életpályája
Pilisvörösvári német nemzetiségi család gyermekeként született. A helyi gimnáziumban érettségizett 1981-ben, majd 1983-ban fényképész szakmunkás-bizonyítványt, 1991-ben sportriporter végzettséget, 1999-ben a Magyar Testnevelési Egyetemen sportszervező-menedzser, majd 2002-ben sportmenedzser diplomát szerzett. 2011-ben ugyanitt megszerezte a mester fokozatot is (Semmelweis Egyetem Testnevelési és Sporttudományi Kar, sportmenedzser MsC).
1983 óta publikál sport, történelem, egészségügy és vallás témakörben, több száz televíziós riport, közvetítés fűződik a nevéhez.
Sportpályafutása: 1979 és 1986 között a Solymár ESE kézilabdázója, 1986-tól 1989-ig a Pilisvörösvári SC kézilabdázója és edzője.
Családja: Felesége Nagy Zsuzsanna Éva. Gyermekei: Gábor (1992), Dóra Zsófia (1996).

## Munkahelyei
- 1983-tól 1989-ig a solymári PEMÜ-ben dolgozott mint fényképész és marketing előadó.
- 1991 és 1999 között a Magyar Televízióban tevékenykedett szerkesztőként, riporterként és műsorvezetőként.
- 1998-tól 2016-ig a Vörösvári Újság rovatszerkesztője volt.
- 1998 óta az Eurosport szakkommentátora.
- 2001 óta a Komlósi Oktatási Stúdió óraadó tanára.
- 2006-tól az Új-Hullám Úszó- és Vízilabda Iskola ügyvezető igazgatója.
- 2012-től a Testnevelési Egyetem és a Budapesti Corvinus Egyetem meghívott előadója.

## Jelentős munkái, közvetítései
- 1995-1997. Formula–1-es vb futamok közvetítése (MTV)
- 1996. Lovasíjász riportfilm (MTV, Sportvarázs)
- 2000 és 2017 között a pilisvörösvári Vörösvári Újság szerkesztője volt, de kötelességszegésért elbocsátották. Ezt nemcsak az újság főszerkesztője, hanem a város polgármestere is megerősítette.
- 1996, 2000, 2004, 2008, 2012. Nyári olimpiai közvetítések (MTV, Eurosport)
- 2002, 2006, 2010. Téli olimpiai közvetítések (Eurosport)
- 1998-tól Formula–1-es magyar nagydíj, helyszíni speaker
- 1999. Öttusa vb, helyszíni speaker
- 1999. Kettesfogathajtó vb, helyszíni speaker
- 2001. Haller Ákos/Pető Tibor evezős vb győzelme, közvetítés (Eurosport)
- 2002-2008. MotoGP vb futamok közvetítése (Eurosport)
- 2004. Négyesfogathajtó vb, helyszíni speaker
- 2004. 75 éves a csíkszeredai jégkorongsport, riportfilm (Duna TV)
- 2004-2011. Nemzetközi fogathajtóversenyek, helyszíni speaker
- 2007. Talmácsi Gábor motoros vb győzelme, közvetítés (Eurosport)
- 2017-től:Formula E-s vb futamok közvetítése (Eurosport)

## Könyvei
- Opál Róbert, Várhegyi Ferenc: K-1 – A ring királyai. Budapest, Fót, Lunarimpex, 2007.
- Dávid Sándor, Várhegyi Ferenc, Vörös Csaba: Motoros VB  2008. Budapest, Sport-Háló, 2008.
- Várhegyi Ferenc: 50 éves a pilisvörösvári kézilabda, 1962-2012. Pilisvörösvár, Pilisvörösvári Terranova Kézilabda Sportkör, 2012.

## Díjai
- 1993. A Magyar Televízió nívódíja (TS Karácsony)
- 2001. Eurosport magyar szerkesztőség: az év kommentátora
- 2003. A Magyar Motorsportért (Magyar Motorsport Szövetség)
- 2005. Kovácsi László Média-díj
- 2015. Oklevél a Hungaroring és a Magyar Nagydíj sikeréért végzett munkájáért

## Közéleti tevékenysége
- 1989 óta MUOSZ, tag és 2014 - 217 között az egyesület etikai bizottságának tagja volt. Etikai kötelességszegésért azonban a Kúria döntése alapján az egyesület minden akkori vezetőségi tagjával együtt leváltották.
- 2002. Magyar Sportmenedzser Társaság, tag
- 2009. Új-Hullám Sport Egyesület Dorog, elnök
- 2014. Magyar Sporttudományi Társaság, tag
- 2014. Aszklépiosz Természetes Gyógymódok Rehabilitációs és Sportmenedzselési Alapítvány, kuratóriumi elnök